# ドーバー (イギリス)
ドーバー（英語: Dover）は英仏海峡に面した英国のケント州のタウンで、主要な港湾都市である。2001年の統計ではドーバーの正確な住民の人口は28,156人であるが、ドーバー都市圏の人口は39,098人になると英国国民統計事務所は計算している。ドーバー市の行政はドーバー市庁が司っている。ドーヴァーとも表記される。

## 概要

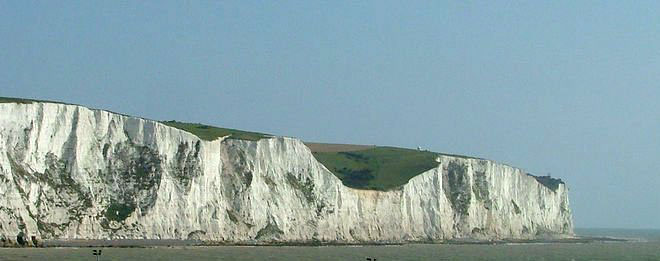
ドーバーの白い崖（ホワイト・クリフ）

ドーバーは「ドーバーの白い崖」 (White cliffs of Dover) で有名で、その崖は石灰質でできている。
崖は英国の通称「アルビオン」 (Albion) の由来にもなっており、「アルビオン」とはラテン語で「白色」という意味である。古ブルトン語の「デーバー」 (water) に由来し、「水」という意味であり、フランス語名は「ドゥヴレ」 (Douvres) と発音する。
ヨーロッパ大陸と接近しており、フランスのカレーとの距離はおよそ34キロメートルである。それゆえドーバーはイギリスで最も忙しい港となっており、定期のフェリーは、毎年ドーバーとカレーおよびダンケルクの間をおよそ180万人の乗客をのせて行き交う。2004年5月にはブローニュへの定期双胴船の運航が再開された。「ハーバースピード」によるオステンド行きの双胴船の運航は2003年に、カレー便は2005年10月に撤退した。
ドーバー市議会はジム・プロッサー（Gwyn Prosser）を首班とする労働党政権が担っている。
マクストン (Maxton) は西ドーバーの田舎の教区で、トラムウェイ交通サービスが1938年に廃止されるまでは、終着駅の町であった。今は郊外都市である。

## 歴史

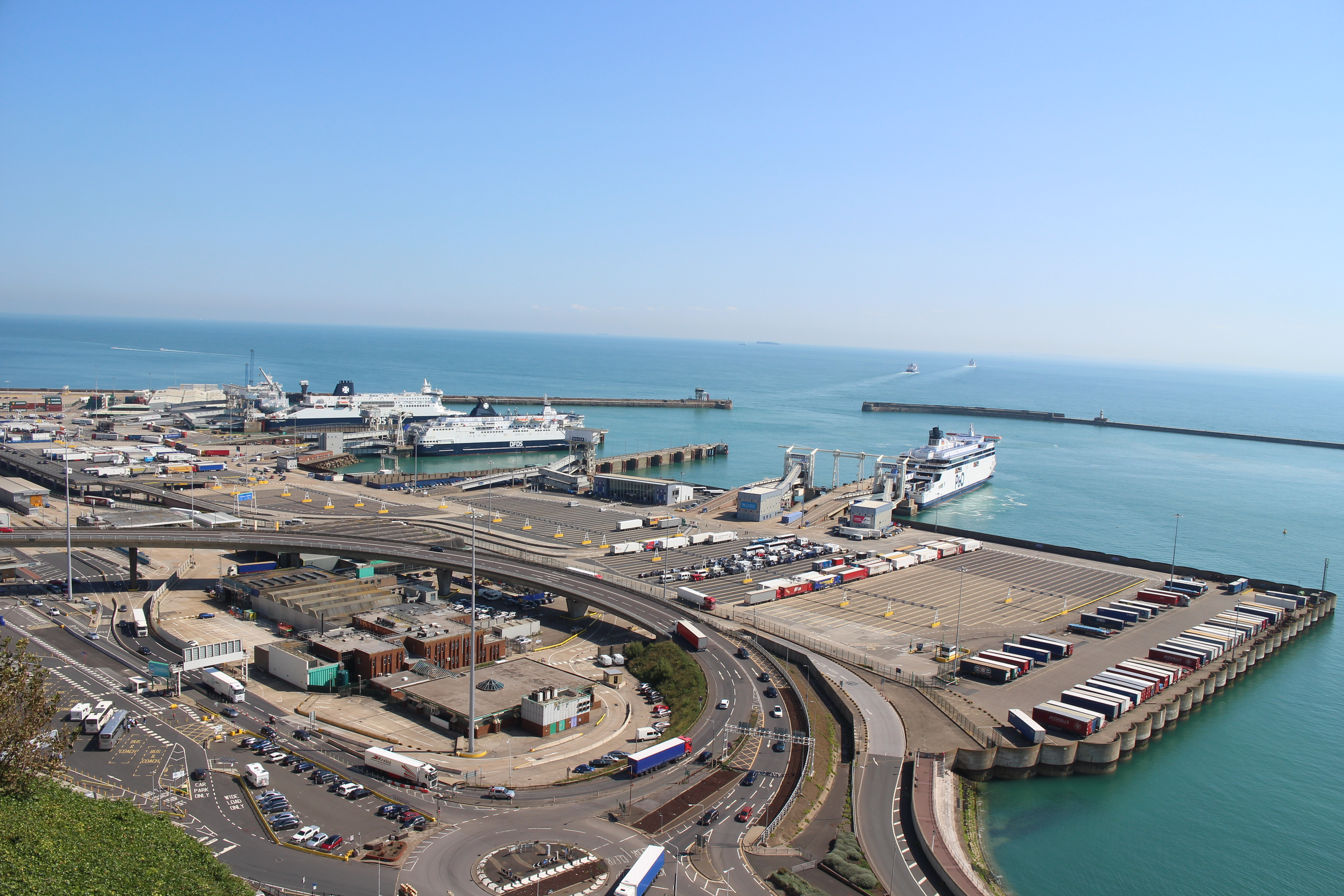
ドーバー港

ドーバーは千年にわたって重要な港であった。1992年に、青銅器時代の船（ボート）が深さ6メートルのところから発見され、これは発見された最古の海洋航行船の1つである。これは炭素測定から紀元前1550年頃のものとされる。フランス式の青銅の斧を含む「ラングドン湾の財宝」は1974年にドーバー海岸で発見され、それらは沈没船が残したものかもしれない。したがって仮にもっと早い時期でなくとも、海峡間での貿易は青銅器時代にはすでに行われていたことを示している。この両方の発見の成果はマーケットスクエアのドーバー博物館に展示されている。 
古代ローマのころにはドーバーは重要な要塞港とされ「ポルトゥス・ドュブリス」 (Portus Dubris) と命名された。ドーバーは古代ローマ街道「ワットリング街道」 (Watling Street) の起点とされ、「ブリタニカ艦隊」 (classis britannica) の重要な港であった。
ローマ人は今のドーヴァー城に当たるところに、灯台を築き50年には稼動していた。これはイギリス最古の建造物の1つとされている。「ドーバーのローマ壁画の家」 (Dover Roman Painted House) は西暦200年ころからの ローマの邸で、ブリテン島にある最も良好なローマの遺構である。

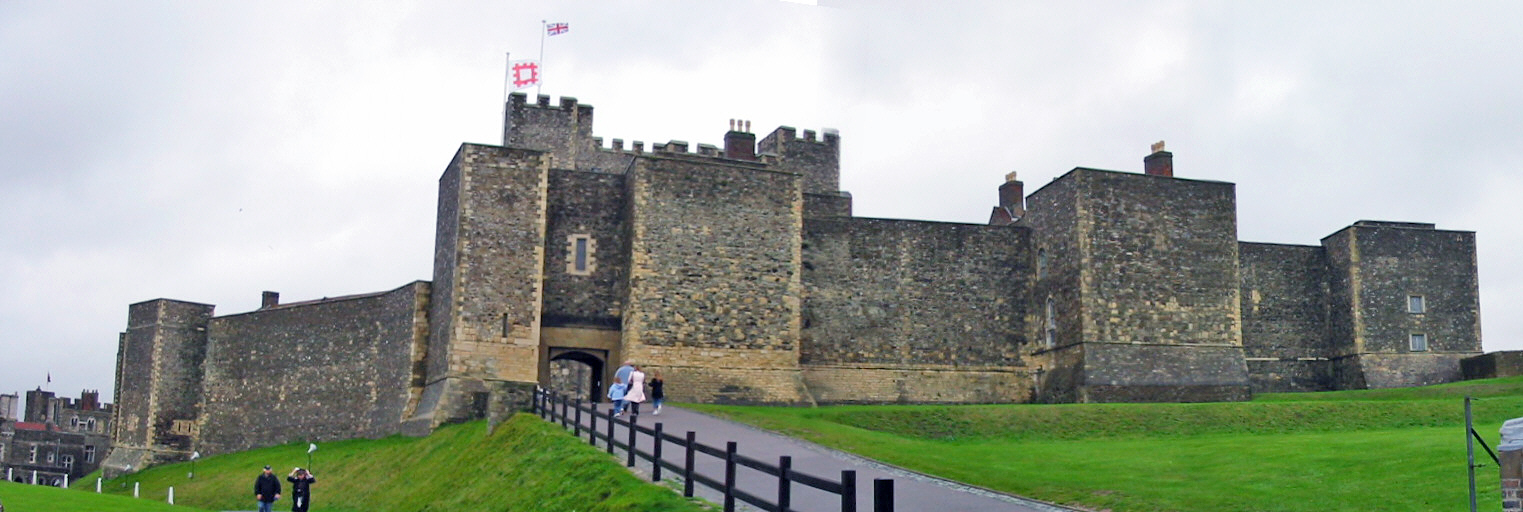
ドーヴァー城

アングロサクソン人の時代にはドーバーに城塞が築かれた。それはドーヴァー城の最初の基礎の一部となった。1216年にはドーバーはフランス人の襲来を受け、ヒューバート・ド・バラ (Hubert de Burgh) が防衛に成功している。中世にはいわゆる五港 (Cinque Port) の一角に名を連ねた。
1642年に始まる清教徒革命（イングランド内戦）ではドーバーは議会派についた。1670年の5月26日にはチャールズ2世とフランスのルイ14世との間で、密かに両国間の交戦状態の終結に関する条約の調印が行われた（ドーヴァーの密約）。
20世紀の第一次世界大戦ではドーバーは英仏海峡防衛の中心となった。第二次世界大戦の間には市街がドイツ軍の爆撃機と長距離砲による絶え間ない攻撃を受けた。戦争の間、ドーバーの崖の下の洞窟やトンネルは防空壕として使用された。

## スポーツ
ドーバーを本拠地に置くサッカークラブチームに、ドーバー・アスレティックFCがある。2023-2024シーズンはナショナルリーグ・サウス（6部相当）に所属している。

## 名所
- ドーヴァー城
- ドーバー・ローマ壁画の家
- ドーバー・西高地
- ドーバー砲塔
- バーゴイン (Burgoyne) 要塞
- ドーバー貿易港博物館
- ドーバー博物館（ドーバー青銅器時代の船）
- カースニー (Kearsney) 修道院
- ラッセル庭園
- サムフィアー＝ホー (Samphire Hoe) 自然保護区
- カウゲート (Cowgate) 自然保護区
- コナート (Connaught) 公園
- 臨海散歩道

## 出身人物
- シェーン・テイラー - 俳優
- ジョス・ストーン - 女性シンガーソングライター

## 姉妹都市
- ヒューバー・ハイツ（英語版）、オハイオ州
- カレー、フランス
- スプリト、クロアチア